# Epipocus cinctus
Epipocus cinctus är en skalbaggsart som beskrevs av Ernst Friedrich Germar 1843. Epipocus cinctus ingår i släktet Epipocus och familjen svampbaggar. Inga underarter finns listade i Catalogue of Life.